# قائمة خريجو كلية حقوق هارفارد
هذه هي قائمة الخريجين البارزين من كلية الحقوق بجامعة هارفارد .

## قانون والحكومة

### حكومة الولايات المتحدة

#### السلطة التنفيذية

##### رؤساء الولايات المتحدة

Barack Obama

- رذرفورد هايز - الرئيس الولايات المتحدة الأمريكية التاسع عشر.
- باراك أوباما - الرئيس الولايات المتحدة الأمريكية الرابع والأربعين.[1]

##### مدعو الولايات المتحدة العامون
- فرانسيس بيدل
- تشارلز جوزيف بونابرت - أمين عام بحرية الولايات المتحدة الأمريكية ومؤسس مكتب التحقيقات الفيدرالي
- وليام إيفارتس - وزير الخارجية وعضوا في مجلس الشيوخ من نيويورك
- ألبرتو جونزاليس
- إبنيزر هور
- ريتشارد كليندينست
- ريتشارد أولني - وزير الخارجية في وقت ما
- جانيت رينو
- إليوت ريتشاردسون
- وليام فرينش سميث

##### مستشارون رئاسيون
- سبنسر أبراهام ، وزير الطاقة ، عضو مجلس الشيوخ من ميتشيغان
- إليوت أبرامز ، نائب مستشار الأمن القومي
- دين آتشيسون ، وزير الخارجية ، كما كان له دور فعّال في إنشاء قانون الإعارة والتأجير ، مشروع مارشال ، حلف شمال الأطلسي ، صندوق النقد الدولي و البنك الدولي ، بوادر مشتركة لإنشاء الاتحاد الأوروبي و منظمة التجارة العالمية ، واتخاذ القرارات مؤثرة في دخول الحرب الكورية .
- بروكمان آدمز ، وزير النقل , وعضو مجلس الشيوخ، ممثلا عن ولاية واشنطن .
- تشارلز فرانسيس آدمز الثالث ، وزير البحرية .
- بروس بابيت ، وزير الداخلية ، حاكم ولاية اريزونا
- وليام بينيت ، وزير التعليم ، " قيصر المخدرات "، ناقد سياسي محافظ
- ساندي بيرغر ، مستشار الأمن القومي
- جوزيف كاليفانو ، وزير الصحة، والتعليم، والرعاية الاجتماعية
- جون تشافي ، وزير البحرية ، حاكم ولاية رود آيلاند ، عضو مجلس الشيوخ من ولاية رود آيلاند
- مايكل شيرتوف ، وزير الأمن الداخلي الأمريكي
- وليام ثاديوس كولمان، الابن ، وزير النقل
- إليزابيث دول ، وزيرة العمل ، وزير النقل ، عضو مجلس الشيوخ من ولاية كارولينا الشمالية
- روبرت تود لينكولن ، وزير الحرب ، سفير إلى المملكة المتحدة
- أوغدن ميلز ، وزير الخزانة الأمريكي ، سفير إلى المملكة المتحدة
- وليام ريكلشاس ، مدير وكالة حماية البيئة (1970-1973؛ 1983-1985)
- هنري ستيمسون ، وزير الخارجية ، وزير الحرب ، الحاكم العام للفلبين
- كاسبار واينبرغر ، وزير الدفاع (1981-1987)
- ويلارد فيرتز ، وزيرة العمل (1962-1969)
- روبرت زوليك ، نائب وزير الخارجية الأمريكي ، الممثل التجاري للولايات المتحدة ، رئيس البنك الدولي

#### السلطة التشريعية (الكونغرس الأمريكي)

##### أعضاء مجلس الشيوخ
- رالف أوين بروستر ، عضو مجلس الشيوخ عن ولاية ماين ، حاكم ولاية مين
- جون تشافي ، عضو مجلس الشيوخ عن ولاية رود آيلاند ، حاكم ولاية رود آيلاند ، وزير البحرية
- مايك كرابو ، عضو مجلس الشيوخ (1999 - ) والممثل (1993-1999) عن ولاية أيداهو
- اليزابيث دول ، عضو مجلس الشيوخ عن ولاية كارولينا الشمالية (2003-2009)، وزيرة العمل ، وزير النقل
- توماس إيغلتون ، عضو مجلس الشيوخ عن ولاية ميزوري (1968-1987)، المرشح لمنصب نائب الرئيس الديمقراطي (1972)
- سام ارفين ، عضو مجلس الشيوخ عن ولاية كارولينا الشمالية (1954-1974)
- روس فينجولد ، عضو مجلس الشيوخ عن ولاية ويسكونسن (1993-2011)
- جورج فوج ، عضو مجلس الشيوخ عن ولاية نيوهامشير (1866-1867)
- ديفيد غامبريل ، عضو مجلس الشيوخ من جورجيا (1971-72)
- فريدريك جيليت ، عضو مجلس الشيوخ (1925-1931) والممثل (1893-1925) عن ماساشوستس ، رئيس مجلس النواب (1919-1925)
- بوب غراهام ، عضو مجلس الشيوخ عن ولاية فلوريدا ، حاكم ولاية فلوريدا
- جورج فريسبي هور ، عضو مجلس الشيوخ عن ولاية ماساشوستس
- جيم جافردس ، عضو مجلس الشيوخ من ولاية فيرمونت
- كينيث كيتنغ ، عضو مجلس الشيوخ وممثل عن نيويورك
- كارل ليفين ، عضو مجلس الشيوخ عن ميتشيغان
- هنري كابوت لودج ، عضو مجلس الشيوخ وممثل عن ولاية ماساشوستس
- سبارك ماتسوناغا ، عضو مجلس الشيوخ وممثل عن هاواي
- باراك أوباما ، السناتور عن ولاية إيلينوي ، رئيس 44 للولايات المتحدة
- كلود بيبر ، عضو مجلس الشيوخ وممثل عن ولاية فلوريدا
- لاري بريسلر ، عضو مجلس الشيوخ عن ولاية ساوث داكوتا
- جاك ريد ، عضو مجلس الشيوخ من ولاية رود آيلاند
- وليام روث، الابن ، عضو مجلس الشيوخ وممثل عن ولاية ديلاوير
- لفيريت سولتونستول ، عضو مجلس الشيوخ عن ولاية ماساشوستس ، حاكم ماساتشوستس
- بول ساربانس ، عضو مجلس الشيوخ وممثل عن ولاية ماريلاند
- تشارلز شومر ، عضو مجلس الشيوخ وممثل عن نيويورك
- تيد ستيفنز ، عضو مجلس الشيوخ عن ولاية ألاسكا
- أدلاي ستيفنسون الثالث ، عضو مجلس الشيوخ عن ولاية إلينوي
- تشارلز سومنر ، عضو مجلس الشيوخ عن ولاية ماساشوستس
- روبرت تافت ، عضو مجلس الشيوخ عن ولاية أوهايو
- روبرت تافت الابن ، عضو مجلس الشيوخ وممثل عن ولاية أوهايو

##### النواب
- توم ألين ، ممثل عن ولاية مين
- جون أندرسون ، ممثل من ولاية إلينوي والمرشح المستقل في الإنتخابات الرئاسية عام 1980
- جون بارو ، ممثل عن ولاية جورجيا (2005 إلى الوقت الحاضر)
- أنسون بورلنجام ، ممثل عن ماساتشوستس (1855-1861)
- توم كامبل ، ممثل عن ولاية كاليفورنيا (1989-93، 1995-2001) وعميد كلية هاس للأعمال
- باتريك كولينز ، ممثل عن ولاية ماساتشوستس (1883-1889)، رئيس بلدية بوسطن، ماساتشوستس (1902-1905)
- جيم كوبر ، ممثل عن ولاية تينيسي (2003 إلى الوقت الحاضر)
- كريستوفر كوكس ، ممثل عن ولاية كاليفورنيا (1989-2005)، رئيس لجنة الاوراق المالية والبورصات (2005-2009)
- وليام كريمر ، ممثل عن فلوريدا (1955-1971)
- ارتور ديفيس ، ممثل عن ولاية ألاباما
- بارني فرانك ، ممثل عن ولاية ماساشوستس (1981 إلى الوقت الحاضر)
- جين هارمان ، ممثل عن ولاية كاليفورنيا
- بيل جيفرسون ، ممثل عن ولاية لويزيانا
- ساندر ليفين ، ممثل عن ميتشيغان
- والتر ماكوي ، ممثل عن ولاية نيو جيرسي (1911-1914)
- توم بتري ، ممثل عن ولاية ويسكونسن
- جون ساربينز ، ممثل عن ولاية ماريلاند
- آدم شيف ، ممثل عن ولاية كاليفورنيا
- بات شرودر ، ممثل عن ولاية كولورادو (أول امرأة تنتخب لمنصب)
- براد شيرمان ، ممثل عن ولاية كاليفورنيا
- ويليام سودين ، ممثل عن ولاية بنسلفانيا
- لورانس هاولي واتريس ، ممثل عن ولاية بنسلفانيا

#### السلطة القضائية

##### قضاةالمحكمة العليا
- هاري بلاكمون
- لويس برانديز
- وليام برينان
- ستيفن براير (جلسة)
- هارولد هيتز بيرتون
- بنيامين كورتيس
- فيليكس فرانكفورتر
- أوليفر وندل هولمز، الابن
- ايلينا كاغان (جلسة)
- أنتوني كينيدي (جلسة)
- لويس باول
- جون غلوفر روبرتس
- إدوارد سانفورد
- أنتونين سكاليا (جلسة)
- ديفيد سوتر

### حكومة غير الولايات المتحدة الأمريكية

#### شخصيات سياسية خارج الولايات المتحدة

##### كندا
- غاسبار بيرغمان - مخرج سينمائي كندي
- فرانسيس فوكس - عضو مجلس الشيوخ كندي، مساعد الحكومة، المحامي العام لكندا ، وزيرة الخارجية الكندي ، وزير الاتصالات (كندا) وزير التجارة الدولية (كندا)
- جوزيف غيز - رئيس وزراء جزيرة الأمير إدوارد ، كندا
- روبرت ستانفيلد - رئيس وزراء نوفا سكوتيا ، كندا

#### ممثلو منظمة دولية
- نافانيثيم بيلاي , مفوضة الامم المتحدة السامية لحقوق الإنسان
- ماري روبنسون , مفوضة الامم المتحدة السامية لحقوق الإنسان السابقة .
- جيرالد نيومان ، لجنة الأمم المتحدة لحقوق الإنسان
- روبرت زوليك ، رئيس مجموعة البنك الدولي